# Индийский международный кинофестиваль
Индийский международный кинофестиваль (англ. International Film Festival of India, IFFI) — один из главнейших кинофестивалей Азии, основанный в 1952 году. Проводится ежегодно в одном из прибрежных городов индийского штата Гоа.
Фестиваль проводится совместно Министерством информации и радиовещания и правительством Гоа. 42-й фестиваль прошёл в городе Маргао, и его открыл индийский киноактёр Шахрух Хан. 43-я церемония была открыта индийским актёром Акшай Кумаром и прошла в Панаджи. На 45-м IFFI, впервые за историю фестиваля, лучшим был назван российский фильм — «Левиафан» Андрея Звягинцева, а исполнивший в нем главную роль Алексей Серебряков был признан лучшим актёром.

## История
Первая церемония IFFI была организована правительством Индии под патронатом первого премьер министра. Она проходила в Мумбаи с 24 января по 1 февраля 1952 года. Затем она прошла также в Мадрасе, Дели, Калькутте и Тируванантапураме. В Дели фестиваль 21 февраля открыл премьер министр Джавахарлал Неру. Всего было показано порядка 40 полнометражных и 100 короткометражных фильмов.
С самого своего начала IFFI является крупнейшим кинофестивалем в Индии. Последующие фестивали проходили в Нью-Дели. С января 1965 года фестиваль проводился в Тируванантапураме, столице штата Керала, и стал конкурсным. В 1975 году впервые состоялся альтернативный неконкурсный фестиваль Filmotsav, который должен был проходить в других городах и в другие годы, но позже он был объединён с IFFI. С 2004 года фестиваль переместился из Тируванантапурама в Гоа. С этого момента фестиваль стал конкурсным и проводится ежегодно.